# Arcadia, California
Arcadia là một thành phố thuộc quận Los Angeles trong tiểu bang California, Hoa Kỳ. Thành phố có tổng diện tích 28,836 km², trong đó diện tích đất là 28,296  km². Theo điều tra dân số Hoa Kỳ năm 2010, thành phố có dân số 56.364 ngườiThành phố được đặt tên theo Arcadia, Hy Lạp.
. Thành phố Arcadia, California là một phần của Đại Los Angeles.
Arcadia là một thành phố giàu có ở quận Los Angeles, California, Hoa Kỳ, và có cự ly khoảng 13 dặm (21 km) về phía đông bắc trung tâm thành phố Los Angeles trong thung lũng San Gabriel và tại chân của dãy núi San Gabriel.
Arcadia là một phần của một nhóm các thành phố, cùng với thành phố Thành phố Temple, Rosemead, Monterey Park, San Marino, và San Gabriel, ở phía tây Thung lũng San Gabriel với dân số châu Á ngày càng tăng. Đây là nơi có đường đua Santa Anita Park và của Los Angeles County Arboretum và Vườn Bách Thảo. 